# Monument a Albert Thiebaut
El monument a Albert Thiebaut és una obra commemorativa situada a la zona dels Escorials (colònia minera) situada a la Coromina, al municipi de Cardona (Bages). Va ser inaugurat l'any 1949 per homenatjar Albert Thiebaut, enginyer civil i president del consell d'administració de la Unión Española de Explosivos (UEE), impulsor destacat de la industrialització de les mines de potassa de Cardona a principis del segle XX.

## Context històric
L'explotació minera del salí de Cardona, iniciada el 1929, va suposar una profunda transformació econòmica, social i urbanística del municipi. Thiebaut, com a màxim responsable de la UEE, va jugar un paper fonamental en la planificació i desenvolupament del projecte industrial. La societat va promoure la construcció d'habitatges i serveis per als treballadors i tècnics a la zona dels Escorials, on es va ubicar finalment el monument commemoratiu.

## El monument
El projecte inicial contemplava ubicar el monument al Camí Nou, que voreja la muntanya del Castell de Cardona, però finalment es va optar per aixecar-lo al peu dels Escorials, zona residencial vinculada a la colònia minera. El monument és obra de l'escultor Josep Ustrell i de l'artista Joaquín Vaquero Palacios, i combina elements escultòrics i arquitectònics de caràcter solemne i simbòlic.
El conjunt inclou un bust de marbre d'Albert Thiebaut, cisellat expressament per formar part del monument i instal·lat el mateix any de la inauguració, el 1949.

## Donació i homenatge del 2018
L'any 2018, coincidint amb el 70è aniversari del monument, la família Thiebaut va fer donació a l'Arxiu Històric de Cardona d'un àlbum fotogràfic de 1923 que documenta l'entorn del salí, la colònia minera i la primera etapa d'activitat de la UEE. També es va recuperar i restaurar el bust original de marbre.
Amb motiu d'aquest aniversari, es va organitzar un acte d'homenatge que inclogué una exposició i una taula rodona sobre el llegat industrial i humà d'Albert Thiebaut a Cardona.